# Nivellement général du Luxembourg
Le nivellement général du Luxembourg (NG-L) constitue un réseau de repères altimétriques disséminés sur le territoire luxembourgeois.
L'administration du cadastre et de la topographie en a la charge.
L'accès aux fiches signalétiques de chaque point peut se faire via le Géoportail (surcouche « points de référence altimétriques », dans le thème « Eau »).

## Repères de nivellement
La réalisation du NGL a nécessité l'observation et le calcul de 3 800 repères de nivellement.
Les repères sont placés généralement sur des « points durs » tels que des ponts ou des soubassements de bâtiments. Tous ont (ou ont eu) une plaque indiquant l'altitude du lieu. Leur forme permet de s'en servir comme appui pour y poser une mire devenant ainsi un « point connu » d'un cheminement.
Le point de référence le plus élevé est situé à Wemperhardt, à une altitude de 528,030 mètres, tandis que le point zéro, ou niveau de la mer, est le niveau normal d'Amsterdam.